# Ouvert (Kleidung)
Als Ouvert (frz. offen) wird Damenunterwäsche bezeichnet, die an den Genitalien und – im Falle von Büstenhaltern  – an den Brustwarzen eine Öffnung hat. Diese Reizwäsche erlaubt es, die Genitalien und die Brustwarzen zu berühren, ohne die Reizwäsche ausziehen zu müssen. Auch Geschlechtsverkehr ist damit möglich. So ist sie auch bei Swingerclubbesuchen beliebt. Die zusätzlichen Öffnungen in der Unterbekleidung sind oft mit Spitzen, Federn oder anderen Applikationen verziert oder verdeckt. Auch Modelle mit Reißverschlüssen sind erhältlich. 

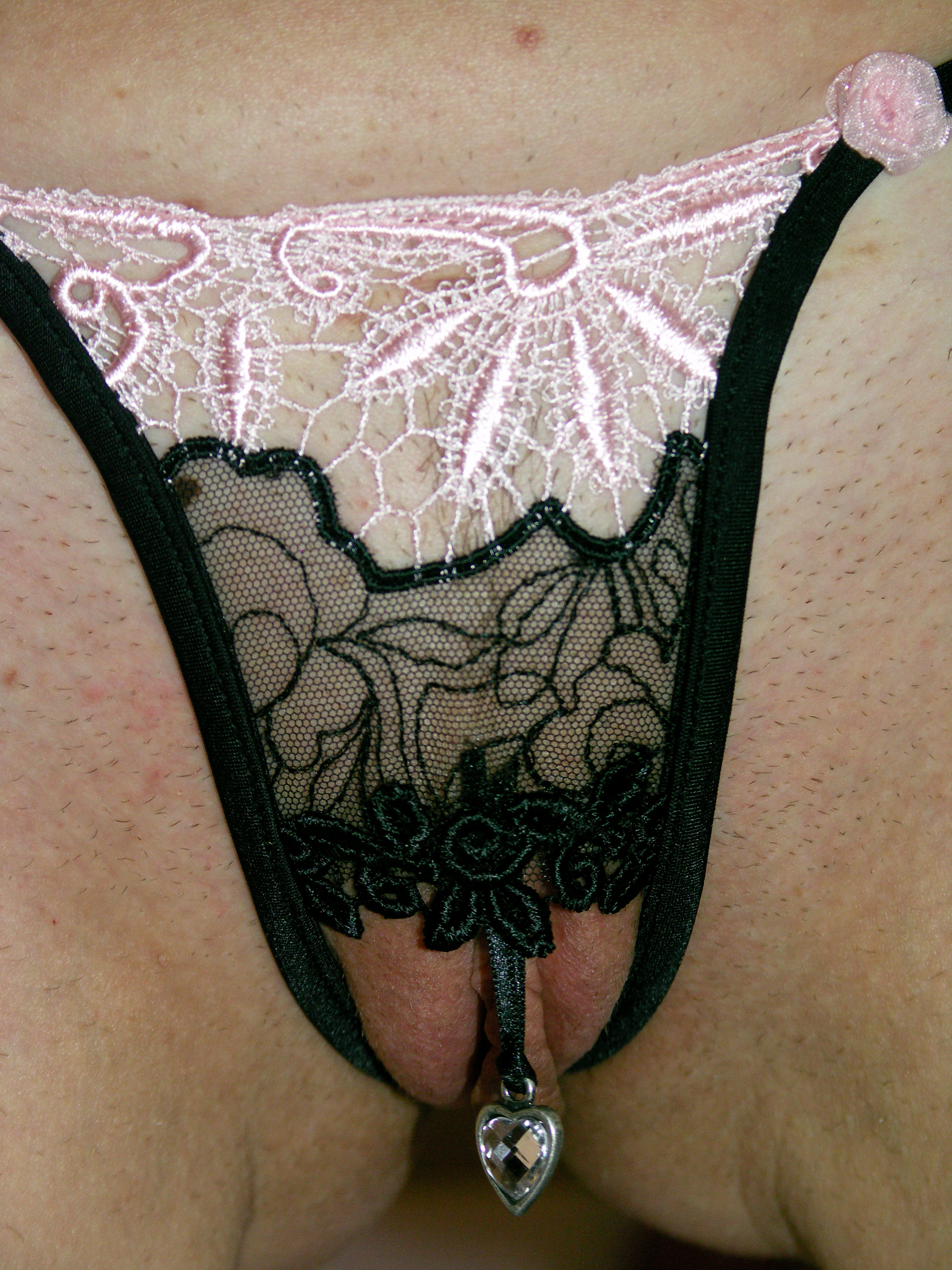
Ouvertstring mit aufwendiger Verzierung

Ouvert-Unterwäsche ist nicht mit Funktionsunterwäsche zu verwechseln, welche beispielsweise Hosenschlitze oder Schrittverschlüsse aufweist, um den Toilettengang zu erleichtern. Im Bereich der Strumpf- und Miederwaren gibt es ebenfalls „offene“ Modelle, die üblicherweise unter der normalen Unterwäsche oder ganz ohne diese getragen werden und das aufwendige Ausziehen des Strumpfhalters oder des Mieders beim Toilettengang entbehrlich machen.

Es ist auch Herrenunterwäsche erhältlich, die an den Genitalien und/oder am Anus Öffnungen aufweist. Dieses wird jedoch üblicherweise nicht als Ouvert bezeichnet.

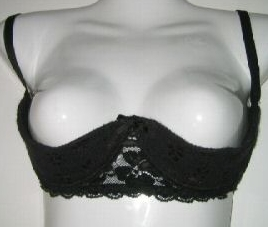
Büstenhebe, Variante eines Ouvert-BH